# Шабад, Израиль Абрамович
Изра́иль (Исидо́р) Абра́мович Шаба́д  (3 (15) мая 1870, Минск — 10 (22) февраля 1917, Петроград)  — российский врач-педиатр, доктор медицины, коллежский советник.
Один из основателей и второй заведующий в звании приват-доцента кафедрой детских болезней Женского медицинского института; один из основоположников Санкт-Петербургской и Российской школы врачей-педиатров. Участник Русско-японской войны в должности младшего врача Читинского военного лазарета.

## Биография
Родился в многодетной еврейской семье минского купца Абрама-Хаима Шмуйловича (Абрама Самуиловича) Шабада и его жены Фейги Мовши-Эльевны. Абрам Самуилович Шабад был занят в торговле фруктами и свечном производстве, был казначеем Минского вегетарианского общества.
В 1888 году с окончанием Минской мужской гимназии Израиль Шабад отправился в Киев, где поступил на медицинский факультет Императорского университета Св. Владимира. Через 5 лет, 17 декабря 1893 года он был выпущен лекарем и 4 апреля 1894 года зачислен в армейский запас.
Финансовое положение отца позволило И. А. Шабаду под руководством профессора М. И. Афанасьева продолжить на правах вольноопределяющегося изучение внутренних болезней в столичном Клиническом институте Великой княгини Елены Павловны. Одновременно в Институте экспериментальной медицины, в лаборатории профессора, члена-корреспондента Императорской Академии наук С. Н. Виноградского он изучал бактериологию. Ко всему прочему, с июня 1894 года Израиль Абрамович был принят экстерном мужского терапевтического отделения Обуховской больницы.
Интенсивная работа сразу в трех крупных медицинских учреждениях давала И. А. Шабаду огромный материал для исследований, что позволило за короткое время подготовить диссертацию на соискание учёной степени доктора медицины. Диссертационная работа под названием «К вопросу о смешанной инфекции при бугорчатке легких» была выполнена в разрезе редких для того времени клинико-бактериологических сопоставлений. Конференции Императорской Военно-медицинской академии она была представлена 14 декабря 1896 года и получила весьма высокую оценку.
Все это позволило И. А. Шабаду преодолеть черту оседлости, существовавшую в России в отношении лиц иудейского вероисповедания. Постановлением Петербургской больничной комиссии от 20 ноября 1897 года он сначала был определен сверхштатным ординатором Санкт-Петербургской Петропавловской больницы, а решением Министерства внутренних дел от 4 декабря 1902 года получил право и на государственную службу.
С началом Русско-японской войны, уже в феврале 1904 года И. А. Шабад был назначен на должность младшего врача дивизионного лазарета 1-й Сибирской стрелковой дивизии, однако непосредственно в зоне боевых действий побывать ему не пришлось. Откомандированный в распоряжение начальника Читинского военного лазарета Израиль Абрамович, до декабря следующего года в должности младшего врача оказывал помощь раненым и больным, доставляемым с фронта. Очевидно, здесь, работая в военном госпитале, И. А. Шабад впервые прикоснулся к педиатрии. В 1905 году, во время непродолжительных отпусков, результаты своей научной деятельности в Чите он докладывал на заседаниях общества детских врачей Петербурга.

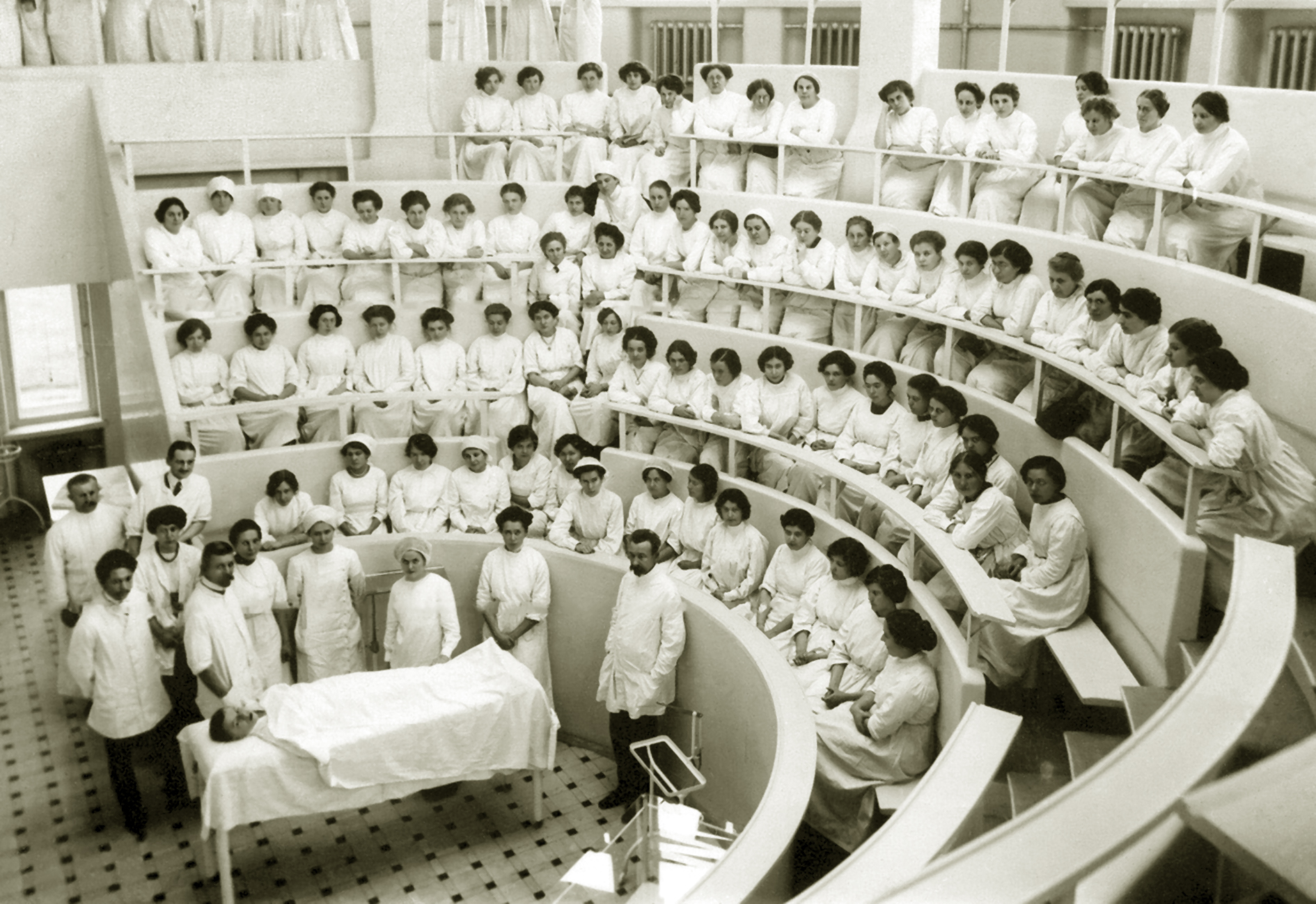
И. А. Шабад (стоит в ногах у пациента) готовится к чтению лекции в Женском медицинском институте. 1914 г.

С окончанием войны, в январе 1907 года И. А. Шабад вернулся в Петропавловскую больницу, где получил назначение врачом детской клиники. Руководил ею, и одновременно возглавлял недавно созданную при Женском медицинском институте кафедру детских болезней известный в столице профессор Д. А. Соколов.
Через два года И. А. Шабад был избран приват-доцентом кафедры, став одним из ближайших помощников профессора Д. А. Соколова. Для слушательниц 9-го и 11-го семестров он подготовил два лекционных курса: «Патология питания ребенка в связи с обменом веществ» и «Поликлиника детских болезней на амбулаторном материале».
В 1914 году в связи с ухудшением здоровья Дмитрий Александрович фактически оставил кафедру, полностью передав чтение лекций приват-доценту И. А. Шабаду. С декабря же 1915 года, после смерти профессора, Израиль Абрамович был уже официально назначен исполнять обязанности заведующего. Перед вполне молодым учёным и педагогом открывались большие перспективы, но в вначале 1917 года, как раз в дни Февральской революции И. А. Шабад неожиданно скончался.
Официальная версия гласит, что сорокашестилетний Израиль Абрамович умер от приступа грудной жабы. Так ли это было на самом деле, сегодня уже не установить. В те дни в Петрограде было очень неспокойно. Также известно, что в последние годы жизни он имел большие финансовые проблемы, из-за которых вынужден был заложить собственный 5-этажный доходный дом, находившийся на Петроградской стороне на Большой Разночинной ул., д. 19-б. Похоронен И. А. Шабад на Преображенском еврейском кладбище. Его заброшенная могила (участок 0-3 стар., место 124) сохранилась и через 100 лет.

## Семья[6]
- Жена — Ревекка Самуиловна Вильнер (8 июня 1875, Херсон — 31 декабря 1941, Казахстан), в 1935 году осуждена за контр-революционную деятельность. Наказание отбывала в Акмолинском отделении Карлага, где и умерла[7][8].

Сыновья: 
- Александр Исидорович (6 сентября 1905, Чита — 20 мая 1938, Ленинград), работал шофёром 1-го таксомоторного парка в Ленинграде, арестован 13 февраля 1938 года. 26 апреля 1938 года приговорён по статье 58, пп.1а—9 к высшей мере социальной защиты, расстрелян через 3 недели в Ленинграде[9].
- Георгий Исидорович (6 марта 1915, Санкт-Петербург — 1941, Ленинград), участник Великой Отечественной войны, военный инженер 3 ранга, командир взвода 270 отдельного пулемётно-артиллерийского батальона. Пропал без вести при обороне Ленинграда в октябре 1941 года[10].

Дочь — Нина Израилевна (20 июля 1908, Санкт-Петербург — 1989, Комарово).
Известный в Вильне доктор Цемах Йоселевич Шабад (1864—1935), ставший для Корнея Чуковского прототипом литературного персонажа «доктор Айболит», был близким родственником И. А. Шабада (предположительно — двоюродным братом).

## Некоторые печатные труды
- Шабад И. А. К вопросу о смешанной инфекции при бугорчатке легких.: Дис. на степ. д-ра мед. И.А. Шабада / Из Клинико-бактериол. лаб. проф. М. И. Афанасьева при Клинич. ин-те и из Лаб. Гор. Обуховск. больницы. — СПб.: тип. Шредера, 1896. — 180 с. — (Сер. дисс., защищавшихся в Воен.-мед. акад. в 1896-1897 учеб. году № 13).
- Шабад И. А. Смешанная инфекция при бугорчатке легких (L'infection mixte dans la tuberculose pulmonaire). / В крат. извлеч. сообщ. на 6 Съезде русских врачей в память Н.И. Пирогова. Киеве 22 апр. 1896 г.. — СПб.: К.Л. Риккер, 1896. — 178 с.
- Шабад И. А. Лечение рахита в связи с обменом веществ при этой болезни. — Петроград: "Практ. медицина" (В.С. Эттингер), 1915. — 40 с. — (Клинические монографии: Беспл. прил. к "Врачебной газ.").
- Шабад И. А. Суррогаты молока, как пищевое и лечебно-диэтетическое средство у детей. — Петроград: "Практ. медицина" (В.С. Эттингер), 1914. — 32 с. — (Клинические монографии: Беспл. прил. к "Врачебной газ.").
- Шабад И. А. Известь в патологии рахита  / Д-р мед. И.А. Шабад из клиники дет. болезней Жен. мед. ин-та и лаб. Гор. Петропавл. больницы в С.-Петербурге. — СПб.: "Практ. медицина" (В.С. Эттингер), 1909. — 139 с. — (Клинические монографии: Беспл. прил. к "Врачебной газ.").
- Жуковская Е. Ю., Корольков П. Я., Мочан В. О., Пивоваров В. П., Шабад И. А., Шор Г. В. Сборник работ, посвященных проф. Д.А. Соколову по случаю 25-летия его научной, врачебной и общественной деятельности. (1885 г. - 1910 г.). — СПб.: "Практ. медицина" (В.С. Эттингер), 1910. — 139 с. — (Краткий обзор науч. и лит. трудов проф. Д.А. Соколова  / Работы, произв. врачами клиники дет. болезней Жен. мед. ин-та, заведуемой проф. Д.А. Соколовым).
- Шабад И. А. Фосфор в терапии рахита. Влияние фосфора на обмен извести у рахитиков и здоровых детей  / Из клиники дет. болезней Жен. мед. ин-та и лаб. Петропавл. больницы. — СПб.: "Практ. медицина" (В.С. Эттингер), 1907. — 18 с.
- Шабад И. А. Фосфор в терапии рахита. Влияние фосфора на обмен извести у рахитиков и здоровых детей  / Доклад И. А. Шабада. — СПб.: тип. М.И. Акинфиева, 1908. — 50 с.
- Шабад И. А. Случай общей пнеймококковой инфекции. / Сообщ. на общ. врачеб. совещ. врачей Обухов. больницы 8 февр. и на заседании С.-Петерб. мед. о-ва 20 февр. 1896 г. — СПб.: тип. М.М. Стасюлевича, 1896. — 28 с.
- Шабад И. А. Случай врожденного порока сердца. К вопросу о распознавании врожденных пороков сердца и значении различного пульса (puls. differens) для распознавания / Сообщ. в О-ве дет. врачей 5 мая 1907 г. с демонстрацией больного [Из Клиники дет. болезней Жен. мед. ин-та]. — СПб.: журн. "Соврем. медицина и гигиена", 1907. — 18 с.
- Шабад И. А. О безальбуминурийных отеках. Случай идиопатического безальбуминурийного отека. / Сообщ. в С.-Петербургском мед. о-ве 11 янв. 1900 г. — СПб.: тип. М.М. Стасюлевича, 1900. — 24 с.
- Шабад И. А. К вопросу об отличительном распознавании дифтерийных и ложнодифтерийных палочек. / Предвар. Сообщение из Лаб. Петропавловской больницы в Петербурге. — СПб.: тип. Я. Трей, 1901. — 30 с.
- Шабад И. А. Клиническая бактериология дифтерии. Дифференциальное распознавание дифтерийной и ложнодифтерийной палочки / Из Петропавловской больницы в С.-Петербурге. — СПб.: журн. "Соврем. медицина и гигиена", 1902. — 107 с.
- Шабад И. А. Атипическая ложнобугорчатковая лучегрибковая болезнь. (Actinomycosis atypica pseudotuberculosa. Streptothrichosis hominis авторов)  / Сообщ. в извлеч. в О-ве охранения нар. здравия 18 ноября 1902 г.  (из Петропавловской больницы в С.-Петербурге). — СПб.: тип. Я. Трей, 1903. — 41 с.
- Шабад И. А. О совместном течении скарлатины и дифтерии. Сообщ. в собр. О-ва детск. врачей в С.-Петербурге, 13 янв. 1899 г.  (из Петропавловской больницы в С.-Петербурге). — СПб.: тип. К.Л. Риккер, 1899. — 12 с.
- Зали Г. Учебник клинических методов исследования для студентов и практических врачей (D-r H. Sahli Lehrbuch der klinischen Untersuchungsmethoden) / Пер. с нем. д-р С. З. Серебренникова  и дополнительно по 2-му совершенно перераб. нем. изд. д-р мед. И. А. Шабада и О. М. Шура. — СПб.: "Практ. медицина" (В.С. Эттингер), 1902. — 388 с.

#### Доклады на заседаниях Общества детских врачей
| Результаты предохранительной прививки противодифтерийной сыворотки (совместно с Мелефельд) | 4.03.1898  | О совместном течении скарлатины и дифтерии                              | 13.01.1899 |  |  |
| О клинической бактериологии дифтерита                                                      | 7.02.1901  | Дифтерия и дифтерийная бацилла при скарлатине                           | 19.12.1901 |  |  |
| О скарлатинозном дифтерите                                                                 | 6.02.1902  | О лечении рахита фосфором                                               | 17.10.1905 |  |  |
| Аппарат для собирания мочи и кала                                                          | 17.10.1905 | Случай врожденного порока сердца                                        | 5.05.1907  |  |  |
| Известь в патологии рахита                                                                 | 5.11.1908  | Лечение рахита жиром, фосфором и известью                               | 12.12.1908 |  |  |
| Селезёночное малокровие                                                                    | 25.02.1909 | Чем действует рыбий жир с фосфором                                      | 14.10.1909 |  |  |
| Обратное расположение внутренностей (дем.)                                                 | 1909       | Обмен извести при тетании                                               | 10.03.1910 |  |  |
| Липанин как замещающий рыбий жир (совместно с Зорохович)                                   | 13.05.1910 | Равнозначущ ли белый рыбий жир жёлтому?                                 | 1912       |  |  |
| Содержание извести в женском молоке                                                        | 1912       | О сущности благоприятного действия рыбьего жира (совместно с Зорохович) | 7.12.1911  |  |  |
| Аномальная скарлатинная сыпь                                                               | 7.03.1912  | Обмен извести при врожденной ломкости костей                            | 17.03.1914 |  |  |

## Вклад в педиатрию
- Одним из первых И. А. Шабад обратился к проблеме изучения течения смешанных инфекций у детей;
- Велик вклад Израиля Абрамовича в изучение природы рахита и, в частности, обмена кальция и фосфора в раннем возрасте.

## Адреса в Петербурге
Удалось установить два адреса, где проживал И. А. Шабад. В более молодые годы он снимал квартиру на Бассейной ул., д. 1 (ныне - ул. Некрасова). Последние годы Израиль Абрамович проживал с семьей на Большом пр. Петроградской стороны в доме 64, где и скончался. Сведений о том, чтобы семья Шабада проживала в собственном доходном доме на Большой Разночинной ул. (сохраняется спустя 100 лет), обнаружить не удалось.